# Ungarische Eishockeyliga 1971/72
Die Saison 1971/72 war die 35. Spielzeit der ungarischen Eishockeyliga, der höchsten ungarischen Eishockeyspielklasse. Meister wurde zum insgesamt neunten Mal in der Vereinsgeschichte Ferencvárosi TC.

## Modus
In der Hauptrunde absolvierte jede der sechs Mannschaften insgesamt 20 Spiele. Der Erstplatzierte der Hauptrunde wurde Meister. Für einen Sieg erhielt jede Mannschaft zwei Punkte, bei einem Unentschieden gab es einen Punkt und bei einer Niederlage null Punkte.

## Hauptrunde

### Tabelle
|    | Klub                 | Sp | S  | U | N  | Tore   | Punkte |
| -- | -------------------- | -- | -- | - | -- | ------ | ------ |
| 1. | Ferencvárosi TC      | 20 | 18 | 1 | 1  | 214:44 | 37     |
| 2. | Újpesti Dózsa SC     | 20 | 15 | 1 | 4  | 151:67 | 31     |
| 3. | Budapesti Vasutas SC | 20 | 11 | 1 | 8  | 89:73  | 23     |
| 4. | Volán SC Budapest    | 20 | 9  | 1 | 10 | 69:116 | 19     |
| 5. | Előre Budapest       | 20 | 4  | 1 | 15 | 60:140 | 9      |
| 6. | KSI Budapest         | 20 | 0  | 1 | 19 | 28:171 | 1      |

Sp = Spiele, S = Siege, U = unentschieden, N = Niederlagen, OTS = Overtime-Siege, OTN = Overtime-Niederlage, SOS = Penalty-Siege, SON = Penalty-Niederlage